# Khu bảo tồn thiên nhiên Kuril
Khu bảo tồn thiên nhiên Kuril (tiếng Nga: Курильский заповедник) (còn gọi là Kurilsky) là một khu bảo tồn thiên nhiên nghiêm ngặt bao gồm phần phía bắc và nam của đảo Kunashir, một trong những hòn đảo cực nam của quần đảo Kuril, nơi đang diễn ra căng thẳng tranh chấp giữa Nhật Bản và Nga. Nó cũng bao gồm hai hòn đảo nhỏ hơn gần đó về phía đông nam. Đây là một trong những địa điểm trú đông lớn nhất cho các loài chim biển ven biển. Nó là một trong những khu bảo tồn không ổn định về mặt kiến tạo mảng, cùng với Kronotsky là hai khu bảo tồn của Nga bảo vệ hệ thống các núi lửa đang hoạt động. Về mặt hành chính, nó được xếp vào huyện Yuzhno-Kurilsky thuộc tỉnh Sakhalin. Được thành lập vào năm 1984, khu bảo tồn này có diện tích 65.364 ha (252,37 dặm vuông Anh).

## Địa hình

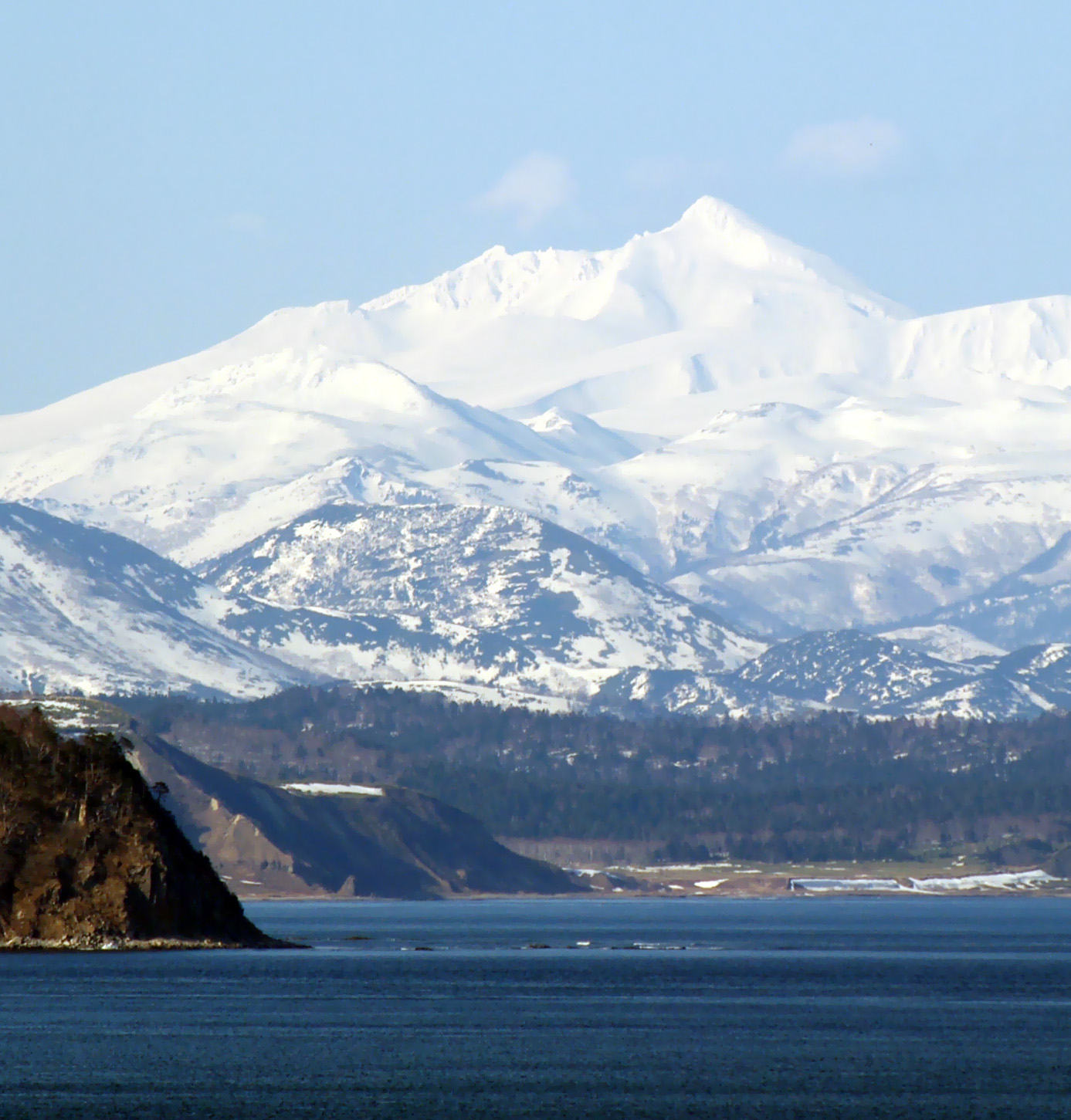
Núi lửa Ruruy; nhìn từ làng dân cư Yuzhno-Kurilsk

Khu vực này bao gồm ba phần riêng biệt:
- Bắc Kunashir có diện tích 49.899 hécta (192,66 dặm vuông Anh) là phần phía bắc của đảo Kunashir. Ở phía tây của khu vực này là các đồi thấp của dãy Dokuchaeva. Tại đây có ngọn núi lửa Ruruy cao 1.485 mét (4.872 ft) là một núi lửa dạng tầng phức tạp. Phía đông nam của nó trải dài từ núi lửa Tyatya (1819 mét) cho đến các nền đất cao ven biển từ 30–50 mét so với mực nước biển. Tyatya là một ví dụ điển hình của một ngọn núi lửa chồng xếp, nơi đỉnh núi lửa của nó sụp đổ tạo thành một miệng núi lửa chứa núi lửa hình nón mới ở trung tâm.
- Nam Kunashir có diện tích 15.366 hécta (59,33 dặm vuông Anh) là phần phía nam của đảo Kunashir. Khác với phía bắc thì ở khu vực này có sự chênh lệch độ cao ít hơn và địa hình bằng phẳng hơn. Trung tâm của nó là miệng núi lửa Golovnin cao 541 mét là nơi có hai hồ khoáng sôi.
- Mạch núi Kuril nhỏ có diện tích 100 hécta (0,39 dặm vuông Anh) là hai hòn đảo nhỏ có tên là "Shards" và "Demin" là hai hòn đảo khó tiếp cận và là sự tiếp nối của địa mạo bán đảo Nemuro của Hokkaido.

## Động thực vật
Khoảng 70% diện tích là rừng lá kim với chủ yếu là sự có mặt của vâm sam Jezo, vâm sam Sakhalin và lãnh sam Sakhalin. Phần lớn tầng dưới là những bụi tre leo, cây bụi và dây leo. Khu vực bờ biển là những bụi Hồng Nhật Bản. Các nhà khoa học đã ghi nhận được 838 loài thực vật có mạch.
Động vật hoang dã đa dạng gồm 28 loài động vật có vú gồm động vật có vú cạn như gấu nâu, cáo, thỏ rừng, sóc chuột, chồn zibelin, chồn còn động vật có vú biển là hải cẩu, sư tử biển và đặc biệt là loài rái cá biển đang bên bờ vực của tuyệt chủng. Trong số các loài thằn lằn thì đặc biệt là có loài thằn lằn bóng Viễn Đông chỉ được tìm thấy tại đây. Khu bảo tồn này là một phần của đường bay xuyên lục địa quan trọng toàn cầu cho các loài chim di trú đến Bắc Cực. Hàng ngàn con chim biển gồm cốc biển, vịt, chim lặn gavia, mòng biển, chim anca trú đông ở các khu vực xung quanh khu bảo tồn. Tại đây có 278 loài chim được ghi nhận trong đó có 125 loài làm tổ. Khu bảo tồn cũng là nhà của những con Dù dì Blakiston và loài Cá taimen Sakhalin đang bị đe dọa tuyệt chủng.

## Truy cập
Là một khu bảo tồn thiên nhiên nghiêm ngặt, Khu bảo tồn thiên nhiên Kuril hầu như đóng cửa với công chúng mặc dù các nhà khoa học và những người có mục đích giáo dục môi trường có thể làm việc với ban quản lý để vào thăm. Nó cũng là chủ đề tranh chấp lãnh thổ giữa Nga và Nhật Bản. Văn phòng chính của nó đạt tại làng Yuzhno-Kurilsk trên đảo Kunashir cách 20 km về phía đông bắc phần phía nam của khu bảo tồn.